# Scutula tuberculosa
Scutula tuberculosa är en lavart som först beskrevs av Theodor 'Thore' Magnus Fries, och fick sitt nu gällande namn av Rehm. Scutula tuberculosa ingår i släktet Scutula, och familjen Pilocarpaceae. Arten är reproducerande i Sverige.